# Vajmuga
Vajmuga (rusky Ваймуга) je řeka v Archangelské oblasti v Rusku. Je dlouhá 152 km. Plocha povodí měří 4210 km².

## Průběh toku
Protéká rovinou skrze lesy a bažiny. Ústí zleva do Jemce (povodí Severní Dviny).

## Vodní režim
Zdrojem vody jsou především sněhové srážky.